# Андерсен. Жизнь без любви
«Андерсен. Жизнь без любви» — российский художественный фильм-сказка, снятый в 2006 году.
Последняя роль актёра Вячеслава Тихонова и последний художественный кинофильм режиссёра Эльдара Рязанова.

## Сюжет
В основу сюжета фильма положена биография Ханса Кристиана Андерсена, творчество которого отвергли коллеги, и он сам себе в утешение начал писать сказки.
«Здесь много подлинных фактов. Я читал мемуары, дневник сказочника, воспоминания современников. У Андерсена был замечательный голос, в 15—16 лет он пропал. Писатель был действительно влюблён в знаменитую шведскую певицу Енни Линд, про которую писали, что такой голос может быть только раз в сто лет. Ректор гимназии, которого сыграл Олег Табаков, был такой же ревнивый к таланту своего ученика. Конечно же, в фильме есть выдумки, которых мы не стыдимся. Это могло существовать, может, и было на самом деле», — сказал автор картины Эльдар Рязанов;

## В ролях
| Актёр               | Роль                                                      |
| ------------------- | --------------------------------------------------------- |
| Сергей Мигицко      | Ханс Кристиан Андерсен / Учёный / король Дании Кристиан X |
| Станислав Рядинский | молодой Андерсен / Свинопас / Тень / Солдат               |
| Иван Харатьян       | Ханс Кристиан Андерсен (в детстве)                        |
| Алёна Бабенко       | Генриетта Вульф / королева Дании Александрина             |
| Андрей Толубеев     | Вульф                                                     |
| Евгения Крюкова     | Енни Линд / Принцесса в сказках «Тень» и «Свинопас»       |
| Олег Табаков        | Симон Мейслинг                                            |
| Валерий Гаркалин    | принц Кристиан, потом король Дании Кристиан VIII          |
| Оксана Мысина       | Анна-Мария (мать Андерсена)                               |
| Галина Тюнина       | Карен (сестра Андерсена)                                  |
| Людмила Аринина     | бабушка Андерсена                                         |
| Владимир Симонов    | Йонас Коллин                                              |
| Наталья Щукина      | мадемуазель Шалль                                         |
| Юрий Цурило         | Бертель Торвальдсен                                       |
| Фёдор Чеханков      | Август Бурнонвиль                                         |
| Мария Аронова       | Фру Мейслинг                                              |
| Леонид Тимцуник     | полковник Гульдберг, Герцог Ольденбургский                |
| Елена Подкаминская  | Доротея Мельхиор                                          |
| Владимир Пинчевский | Мориц Мельхиор                                            |
| Людмила Цветкова    | Бригитта (служанка)                                       |
| Вячеслав Тихонов    | Человек с добрым лицом                                    |
| Ираклий Квирикадзе  | привратник сумасшедшего дома / апостол Пётр               |
| Лия Ахеджакова      | гадалка                                                   |
| Валерий Баринов     | гробовщик                                                 |
| Владимир Зельдин    | сторож в театре                                           |
| Эльдар Рязанов      | хозяин гробовой мастерской                                |
| Марина Голуб        | хозяйка публичного дома                                   |
| Екатерина Родкина   | фрейлина в сказке «Свинопас»                              |

## Награды и номинации
- Гран-при, Приз прессы и Приз «За лучшую мужскую роль» (Сергею Мигицко) на XV кинофестивале «Виват кино России!» (2007)[2].
- Гран-при кинофестиваля «Литература и кино» (2007).
- Фильм претендовал на премию «Ника» в пяти номинациях: Лучший игровой фильм, Лучшая сценарная работа, Лучшая музыка к фильму, Лучшая работа художника и Лучшая работа художника по костюмам. Премию получили художник фильма Людмила Кусакова и художник по костюмам Наталья Иванова.